# Llista de topònims de Porrera
Llista de topònims (noms propis de lloc) del municipi de Porrera, al Priorat
Informació actualitzada per un bot. Els canvis manuals es perdran quan s'actualitzi!

## casa
| imatge | Nom                             | Ubicat a | instància de | Detalls                                                       | coordenades                                                                                          | Protecció                                  | Commons (més fotos)     | Dades a WD                    |
| ------ | ------------------------------- | -------- | ------------ | ------------------------------------------------------------- | --- | ------------------------------------------ | ----------------------- | ----------------------------- |
|        | Ca l'Amorós 1                   | Porrera  | casa         | Estil: arquitectura barroca arquitectura popular 18th century | 41° 11′ 20″ N, 0° 51′ 24″ E / 41.188772°N,0.856557°E ca:C. Mestre Llurba, 11 315 msnm                | bé cultural d'interès local                | Ca l'Amorós (Porrera)   | Modifica les dades a Wikidata |
|        | Ca l'Amorós 2                   | Porrera  | casa         | Estil: arquitectura eclèctica 19th century                    | 41° 11′ 17″ N, 0° 51′ 25″ E / 41.188036°N,0.856994°E ca:C. Sant Antoni 300 msnm                      | bé integrant del patrimoni cultural català | Ca l'Amorós2 (Porrera)  | Modifica les dades a Wikidata |
|        | Ca l'Anguera 2                  | Porrera  | casa         | Estil: arquitectura popular 19th century                      | 41° 11′ 17″ N, 0° 51′ 20″ E / 41.188121°N,0.855518°E ca:C. Prat de la Riba, 1 299 msnm               | bé integrant del patrimoni cultural català | Ca l'Anguera2           | Modifica les dades a Wikidata |
|        | Ca l'Olesti                     | Porrera  | casa         | Estil: arquitectura popular                                   | 41° 11′ 18″ N, 0° 51′ 26″ E / 41.188386°N,0.857167°E ca:C. Barceloneta, 1                            | bé cultural d'interès local                | Ca l'Olesti             | Modifica les dades a Wikidata |
|        | Ca la Dolores Ceba              | Porrera  | casa         | Estil: arquitectura popular 18th century                      | 41° 11′ 20″ N, 0° 51′ 23″ E / 41.188875°N,0.856467°E ca:C. Mestre Llurba, 8 315 msnm                 | bé integrant del patrimoni cultural català | Ca la Dolores Ceba      | Modifica les dades a Wikidata |
|        | Ca la Xela                      | Porrera  | casa         | Estil: arquitectura popular                                   | 41° 11′ 18″ N, 0° 51′ 18″ E / 41.188351°N,0.854991°E ca:C. de la Font de Dalt, 12. Porrera (Priorat) | bé integrant del patrimoni cultural català | Ca la Xela              | Modifica les dades a Wikidata |
|        | Ca les Finals                   | Porrera  | casa         | Estil: arquitectura eclèctica                                 | 41° 11′ 16″ N, 0° 51′ 24″ E / 41.187876°N,0.85667°E ca:P. de Catalunya, 5. Porrera (Priorat)         | bé integrant del patrimoni cultural català | Ca les Finals           | Modifica les dades a Wikidata |
|        | Ca les Viudes                   | Porrera  | casa         | Estil: arquitectura popular                                   | 41° 11′ 21″ N, 0° 51′ 24″ E / 41.189068°N,0.856805°E                                                 | bé cultural d'interès local                |                         | Modifica les dades a Wikidata |
|        | Cal Lleó                        | Porrera  | casa         | Estil: arquitectura barroca arquitectura popular              | 41° 11′ 21″ N, 0° 51′ 19″ E / 41.189207°N,0.855151°E                                                 | bé integrant del patrimoni cultural català |                         | Modifica les dades a Wikidata |
|        | Cal Milonari                    | Porrera  | casa         | Estil: arquitectura popular 19th century                      | 41° 11′ 13″ N, 0° 51′ 21″ E / 41.186918°N,0.855923°E ca:Av. Cardenal Vidal i Barraquer, 8 302 msnm   | bé integrant del patrimoni cultural català | Cal Milonari            | Modifica les dades a Wikidata |
|        | Cal Pellicer                    | Porrera  | casa         | Estil: arquitectura popular 18th century                      | 41° 11′ 17″ N, 0° 51′ 17″ E / 41.188119°N,0.854617°E ca:C. Prat de la Riba, 24 297 msnm              | bé integrant del patrimoni cultural català | Cal Pellicer            | Modifica les dades a Wikidata |
|        | Cal Pla                         | Porrera  | casa         | 16th century                                                  | 41° 11′ 20″ N, 0° 51′ 22″ E / 41.188854°N,0.856003°E ca:Pl. Església, 6 315 msnm                     | bé cultural d'interès local                | Cal Pla (Porrera)       | Modifica les dades a Wikidata |
|        | Cal Porrerà                     | Porrera  | casa         | Estil: arquitectura popular                                   | 41° 11′ 20″ N, 0° 51′ 24″ E / 41.188909°N,0.856589°E ca:C. de les Escoles, 8 . Porrera               | bé integrant del patrimoni cultural català | Cal Porrerà (Porrera)   | Modifica les dades a Wikidata |
|        | Cal Portal                      | Porrera  | casa         | Estil: arquitectura popular 17th century                      | 41° 11′ 19″ N, 0° 51′ 21″ E / 41.188609°N,0.855886°E ca:C. de Pau Casals, 8 315 msnm                 | bé integrant del patrimoni cultural català | Cal Portal (Porrera)    | Modifica les dades a Wikidata |
|        | Cal Pubill                      | Porrera  | casa         | Estil: arquitectura barroca arquitectura popular              | 41° 11′ 19″ N, 0° 51′ 26″ E / 41.188588°N,0.857125°E                                                 | bé cultural d'interès local                | Cal Pubill (Porrera)    | Modifica les dades a Wikidata |
|        | Cal Rabascall                   | Porrera  | casa         | Estil: arquitectura popular                                   | 41° 11′ 18″ N, 0° 51′ 17″ E / 41.188332°N,0.85472°E                                                  | bé integrant del patrimoni cultural català | Cal Rabascall (Porrera) | Modifica les dades a Wikidata |
|        | Cal Vallvé                      | Porrera  | casa         | Estil: arquitectura popular 19th century                      | 41° 11′ 18″ N, 0° 51′ 17″ E / 41.188335°N,0.854729°E ca:C. de la Font de Dalt, 18 305 msnm           | bé integrant del patrimoni cultural català | Cal Vallvé (Porrera)    | Modifica les dades a Wikidata |
|        | Casa particular                 | Porrera  | casa         | Estil: arquitectura popular                                   | 41° 11′ 19″ N, 0° 51′ 23″ E / 41.188603°N,0.85648°E                                                  | bé integrant del patrimoni cultural català |                         | Modifica les dades a Wikidata |
|        | Edifici annexe de Cal Rabascall | Porrera  | casa         | Estil: arquitectura popular Estat: enderrocat o destruït      | 41° 11′ 17″ N, 0° 51′ 17″ E / 41.188023°N,0.854659°E                                                 | bé integrant del patrimoni cultural català |                         | Modifica les dades a Wikidata |
|        | ca l'Anguera                    | Porrera  | casa         | Estil: arquitectura popular                                   | 41° 11′ 18″ N, 0° 51′ 22″ E / 41.188226°N,0.856235°E ca:C. Onze de Setembre, 5. Porrera (Priorat)    | bé integrant del patrimoni cultural català | Ca l'Anguera            | Modifica les dades a Wikidata |
|        | el Magatzem                     | Porrera  | casa         | Estil: arquitectura popular                                   | 41° 11′ 16″ N, 0° 51′ 24″ E / 41.187787°N,0.856744°E ca:Pl. Catalunya, 4                             | bé cultural d'interès local                | El Magatzem (Porrera)   | Modifica les dades a Wikidata |

## curs d'aigua
| imatge | Nom              | Ubicat a                        | instància de | Detalls                     | coordenades | Protecció | Commons (més fotos) | Dades a WD                    |
| ------ | ---------------- | ------------------------------- | ------------ | --------------------------- | --- | --------- | ------------------- | ----------------------------- |
|        | riu de Cortiella | Alforja Porrera                 | curs d'aigua | Desemboca: riu de Siurana   | 41° 11′ 21″ N, 0° 47′ 25″ E / 41.189189°N,0.790145°E                                                                        |           |                     | Modifica les dades a Wikidata |
|        | riu de Siurana   | Baix Camp Priorat Ribera d'Ebre | curs d'aigua | Desemboca: Ebre Llarg: 50km | 41° 16′ 37″ N, 0° 59′ 58″ E / 41.276988°N,0.999557°E 41° 07′ 54″ N, 0° 38′ 41″ E / 41.13170194444445°N,0.6447438888888889°E |           | Riu de Siurana      | Modifica les dades a Wikidata |

## edifici
| imatge | Nom                      | Ubicat a | instància de | Detalls                                                  | coordenades                                          | Protecció                                  | Commons (més fotos) | Dades a WD                    |
| ------ | ------------------------ | -------- | ------------ | -------------------------------------------------------- | ---------------------------------------------------- | ------------------------------------------ | ------------------- | ----------------------------- |
|        | Antiga Fàbrica d'Alcohol | Porrera  | edifici      | Estil: arquitectura popular Estat: enderrocat o destruït | 41° 11′ 13″ N, 0° 51′ 23″ E / 41.186866°N,0.856334°E | bé integrant del patrimoni cultural català |                     | Modifica les dades a Wikidata |
|        | Rectoria                 | Porrera  | edifici      | Estil: arquitectura popular Estat: enderrocat o destruït |                                                      | bé integrant del patrimoni cultural català |                     | Modifica les dades a Wikidata |

## església
| imatge | Nom                              | Ubicat a | instància de    | Detalls                     | coordenades                                          | Protecció                   | Commons (més fotos)                   | Dades a WD                    |
| ------ | -------------------------------- | -------- | --------------- | --------------------------- | ---------------------------------------------------- | --------------------------- | ------------------------------------- | ----------------------------- |
|        | Ermita de Sant Antoni            | Porrera  | església ermita | Estil: arquitectura popular | 41° 11′ 14″ N, 0° 51′ 34″ E / 41.187189°N,0.859406°E | bé cultural d'interès local | Hermitage of San Antoni Abat, Porrera | Modifica les dades a Wikidata |
|        | Sant Joan Evangelista de Porrera | Porrera  | església        | Estil: arquitectura barroca | 41° 11′ 21″ N, 0° 51′ 21″ E / 41.189206°N,0.855815°E | bé cultural d'interès local | Sant Joan Evangelista de Porrera      | Modifica les dades a Wikidata |

## font
| imatge | Nom                     | Ubicat a | instància de | Detalls | coordenades                                                          | Protecció | Commons (més fotos) | Dades a WD                    |
| ------ | ----------------------- | -------- | ------------ | ------- | -------------------------------------------------------------------- | --------- | ------------------- | ----------------------------- |
|        | font del Gallo          | Porrera  | font         |         | 41° 12′ 20″ N, 0° 54′ 23″ E / 41.2054430362515°N,0.906272917731603°E |           |                     | Modifica les dades a Wikidata |
|        | font del Grèvol         | Porrera  | font         |         | 41° 12′ 34″ N, 0° 55′ 16″ E / 41.209514585248°N,0.92106907882241°E   |           |                     | Modifica les dades a Wikidata |
|        | font del Mas de la Rosa | Porrera  | font         |         | 41° 12′ 17″ N, 0° 51′ 03″ E / 41.2046223509837°N,0.850859709538126°E |           |                     | Modifica les dades a Wikidata |

## masia
| imatge | Nom                      | Ubicat a | instància de | Detalls | coordenades                                                          | Protecció                   | Commons (més fotos) | Dades a WD                    |
| ------ | ------------------------ | -------- | ------------ | ------- | -------------------------------------------------------------------- | --------------------------- | ------------------- | ----------------------------- |
|        | Barraca del Jordi        | Porrera  | masia        |         | 41° 11′ 01″ N, 0° 49′ 58″ E / 41.1835563488061°N,0.832813027500249°E |                             |                     | Modifica les dades a Wikidata |
|        | Conjunt de la Garranxa   | Porrera  | masia        |         | 41° 12′ 06″ N, 0° 53′ 52″ E / 41.201695°N,0.897759°E                 | bé cultural d'interès local |                     | Modifica les dades a Wikidata |
|        | Mas d'en Caçador         | Porrera  | masia        |         | 41° 11′ 16″ N, 0° 49′ 42″ E / 41.1877948743784°N,0.828309337596481°E |                             |                     | Modifica les dades a Wikidata |
|        | Mas d'en Compte          | Porrera  | masia        |         | 41° 11′ 43″ N, 0° 49′ 15″ E / 41.195149°N,0.820829°E                 | bé cultural d'interès local |                     | Modifica les dades a Wikidata |
|        | Mas d'en Conte           | Porrera  | masia        |         | 41° 11′ 42″ N, 0° 49′ 14″ E / 41.1950339438163°N,0.820545656720512°E |                             |                     | Modifica les dades a Wikidata |
|        | Mas d'en Fermí           | Porrera  | masia        |         | 41° 12′ 04″ N, 0° 53′ 57″ E / 41.2010518144529°N,0.899090596007315°E |                             |                     | Modifica les dades a Wikidata |
|        | Mas d'en Gregori         | Porrera  | masia        |         | 41° 12′ 06″ N, 0° 49′ 51″ E / 41.2016338497644°N,0.830916594361041°E |                             |                     | Modifica les dades a Wikidata |
|        | Mas d'en Guerra          | Porrera  | masia        |         | 41° 10′ 46″ N, 0° 52′ 12″ E / 41.1795670825339°N,0.870021009630532°E |                             |                     | Modifica les dades a Wikidata |
|        | Mas d'en Manco           | Porrera  | masia        |         | 41° 11′ 00″ N, 0° 49′ 33″ E / 41.1831998844503°N,0.825850231642254°E |                             |                     | Modifica les dades a Wikidata |
|        | Mas d'en Perí            | Porrera  | masia        |         | 41° 11′ 59″ N, 0° 52′ 35″ E / 41.1996063641434°N,0.876275933000914°E |                             |                     | Modifica les dades a Wikidata |
|        | Mas d'en Pubill          | Porrera  | masia        |         | 41° 11′ 48″ N, 0° 53′ 04″ E / 41.196744°N,0.884395°E                 | bé cultural d'interès local |                     | Modifica les dades a Wikidata |
|        | Mas d'en Rabascall       | Porrera  | masia        |         | 41° 11′ 58″ N, 0° 52′ 00″ E / 41.199509655003°N,0.86652979549918°E   |                             |                     | Modifica les dades a Wikidata |
|        | Mas d'en Vall            | Porrera  | masia        |         | 41° 11′ 34″ N, 0° 48′ 46″ E / 41.1927327602942°N,0.812716381623643°E |                             |                     | Modifica les dades a Wikidata |
|        | Mas de Ca l'Àngela       | Porrera  | masia        |         | 41° 11′ 26″ N, 0° 50′ 09″ E / 41.190683048783°N,0.83579731325639°E   |                             |                     | Modifica les dades a Wikidata |
|        | Mas de Ferran            | Porrera  | masia        |         | 41° 11′ 21″ N, 0° 48′ 55″ E / 41.1890696790659°N,0.815234949409983°E |                             |                     | Modifica les dades a Wikidata |
|        | Mas de l'Aubada          | Porrera  | masia        |         | 41° 11′ 29″ N, 0° 47′ 13″ E / 41.1913319198203°N,0.787019632114101°E |                             |                     | Modifica les dades a Wikidata |
|        | Mas de l'Hort de Lleó    | Porrera  | masia        |         | 41° 11′ 33″ N, 0° 52′ 13″ E / 41.192374579873°N,0.87033873722698°E   |                             |                     | Modifica les dades a Wikidata |
|        | Mas de la Final          | Porrera  | masia        |         | 41° 12′ 10″ N, 0° 54′ 55″ E / 41.2027979760555°N,0.915373286658971°E |                             |                     | Modifica les dades a Wikidata |
|        | Mas de la Giola          | Porrera  | masia        |         | 41° 11′ 31″ N, 0° 49′ 42″ E / 41.1919542219967°N,0.828207598191878°E |                             |                     | Modifica les dades a Wikidata |
|        | Mas de la Jove           | Porrera  | masia        |         | 41° 11′ 35″ N, 0° 48′ 55″ E / 41.1929357930974°N,0.815344839072965°E |                             |                     | Modifica les dades a Wikidata |
|        | Mas de la Pedra          | Porrera  | masia        |         | 41° 11′ 26″ N, 0° 48′ 14″ E / 41.1905222547954°N,0.804002279781745°E |                             |                     | Modifica les dades a Wikidata |
|        | Mas de la Rosa           | Porrera  | masia        |         | 41° 12′ 10″ N, 0° 50′ 55″ E / 41.202777526562°N,0.84853493960332°E   |                             |                     | Modifica les dades a Wikidata |
|        | Mas de la Salut          | Porrera  | masia        |         | 41° 11′ 27″ N, 0° 50′ 23″ E / 41.1908172373895°N,0.839584630740321°E |                             |                     | Modifica les dades a Wikidata |
|        | Mas de les Escomelles    | Porrera  | masia        |         | 41° 11′ 53″ N, 0° 50′ 29″ E / 41.1980825711124°N,0.84132519231252°E  |                             |                     | Modifica les dades a Wikidata |
|        | Mas de les Foreses       | Porrera  | masia        |         | 41° 12′ 00″ N, 0° 53′ 22″ E / 41.1999849133313°N,0.889512831736478°E |                             |                     | Modifica les dades a Wikidata |
|        | Mas del Baldric          | Porrera  | masia        |         | 41° 12′ 02″ N, 0° 52′ 42″ E / 41.200630090941°N,0.8784188022653°E    |                             |                     | Modifica les dades a Wikidata |
|        | Mas del Baptista Miquel  | Porrera  | masia        |         | 41° 12′ 21″ N, 0° 52′ 56″ E / 41.205910671303°N,0.88210682513227°E   |                             |                     | Modifica les dades a Wikidata |
|        | Mas del Basora           | Porrera  | masia        |         | 41° 11′ 38″ N, 0° 49′ 04″ E / 41.1937542146335°N,0.817654763746542°E |                             |                     | Modifica les dades a Wikidata |
|        | Mas del Cal Magí         | Porrera  | masia        |         | 41° 11′ 30″ N, 0° 48′ 26″ E / 41.1916536080639°N,0.807124269968494°E |                             |                     | Modifica les dades a Wikidata |
|        | Mas del Ceba             | Porrera  | masia        |         | 41° 12′ 24″ N, 0° 50′ 40″ E / 41.2065912166731°N,0.844528006459082°E |                             |                     | Modifica les dades a Wikidata |
|        | Mas del Licor            | Porrera  | masia        |         | 41° 12′ 07″ N, 0° 54′ 52″ E / 41.2019428761793°N,0.914410591366032°E |                             |                     | Modifica les dades a Wikidata |
|        | Mas del Manescal         | Porrera  | masia        |         | 41° 11′ 43″ N, 0° 52′ 43″ E / 41.1953960017704°N,0.878498882803479°E |                             |                     | Modifica les dades a Wikidata |
|        | Mas del Pastoreta        | Porrera  | masia        |         | 41° 12′ 01″ N, 0° 54′ 18″ E / 41.2002932030143°N,0.904910657085924°E |                             |                     | Modifica les dades a Wikidata |
|        | Mas del Pepo             | Porrera  | masia        |         | 41° 12′ 27″ N, 0° 54′ 29″ E / 41.207476663706°N,0.90801424687105°E   |                             |                     | Modifica les dades a Wikidata |
|        | Mas del Pere             | Porrera  | masia        |         | 41° 11′ 26″ N, 0° 49′ 23″ E / 41.1905337768273°N,0.823103548324807°E |                             |                     | Modifica les dades a Wikidata |
|        | Mas del Perxet           | Porrera  | masia        |         | 41° 12′ 29″ N, 0° 54′ 10″ E / 41.2081829516612°N,0.902905631273335°E |                             |                     | Modifica les dades a Wikidata |
|        | Mas del Quico de la Rosa | Porrera  | masia        |         | 41° 12′ 24″ N, 0° 54′ 25″ E / 41.20655481446°N,0.90685096930576°E    |                             |                     | Modifica les dades a Wikidata |
|        | Mas dels Rocals          | Porrera  | masia        |         | 41° 11′ 52″ N, 0° 53′ 23″ E / 41.1977979119859°N,0.8896069650873°E   |                             |                     | Modifica les dades a Wikidata |
|        | la Plana del Bleda       | Porrera  | masia        |         | 41° 10′ 48″ N, 0° 52′ 03″ E / 41.1800678814027°N,0.867393906305568°E |                             |                     | Modifica les dades a Wikidata |
|        | lo Garrofer              | Porrera  | masia        |         | 41° 12′ 10″ N, 0° 51′ 12″ E / 41.202866533512°N,0.85330234069543°E   |                             |                     | Modifica les dades a Wikidata |

## molí d'aigua
| imatge | Nom              | Ubicat a | instància de | Detalls                     | coordenades                                                          | Protecció                                  | Commons (més fotos) | Dades a WD                    |
| ------ | ---------------- | -------- | ------------ | --------------------------- | -------------------------------------------------------------------- | ------------------------------------------ | ------------------- | ----------------------------- |
|        | Molí de Montlleó | Porrera  | molí d'aigua | Estil: arquitectura popular | 41° 11′ 25″ N, 0° 51′ 44″ E / 41.1903028619788°N,0.862208743685188°E | bé integrant del patrimoni cultural català |                     | Modifica les dades a Wikidata |
|        | Molí del Xafat   | Porrera  | molí d'aigua | Estil: arquitectura popular |                                                                      | bé integrant del patrimoni cultural català |                     | Modifica les dades a Wikidata |

## muntanya
| imatge | Nom                 | Ubicat a        | instància de | Detalls | coordenades                                                         | Protecció | Commons (més fotos) | Dades a WD                    |
| ------ | ------------------- | --------------- | ------------ | ------- | ------------------------------------------------------------------- | --------- | ------------------- | ----------------------------- |
|        | Punta de la Peixera | Alforja Porrera | muntanya     |         | 41° 11′ 05″ N, 0° 52′ 41″ E / 41.184769°N,0.877931°E 621.9 msnm     |           | Punta de la Peixera | Modifica les dades a Wikidata |
|        | Roquer del Llamp    | Porrera Alforja | muntanya     |         | 41° 11′ 44″ N, 0° 54′ 31″ E / 41.19566111°N,0.90863611°E 707.4 msnm |           |                     | Modifica les dades a Wikidata |
|        | la Pedra del Terme  | Porrera Falset  | muntanya     |         | 41° 10′ 49″ N, 0° 49′ 02″ E / 41.18020556°N,0.8173425°E 601 msnm    |           |                     | Modifica les dades a Wikidata |

## pont
| imatge | Nom       | Ubicat a | instància de | Detalls                                                             | coordenades                                                                     | Protecció                                  | Commons (més fotos) | Dades a WD                    |
| ------ | --------- | -------- | ------------ | ------------------------------------------------------------------- | ------------------------------------------------------------------------------- | ------------------------------------------ | ------------------- | ----------------------------- |
|        | El Pont   | Porrera  | pont         | Estil: arquitectura popular 19th century Travessa: riu de Cortiella | 41° 11′ 17″ N, 0° 51′ 24″ E / 41.188165°N,0.856744°E ca:Al centre urbà 300 msnm | bé integrant del patrimoni cultural català | Pont de Porrera     | Modifica les dades a Wikidata |
|        | lo Pontet | Porrera  | pont         |                                                                     | 41° 11′ 40″ N, 0° 51′ 26″ E / 41.1945073569179°N,0.857266366415176°E            |                                            |                     | Modifica les dades a Wikidata |

## serra
| imatge | Nom              | Ubicat a                       | instància de | Detalls | coordenades                                                         | Protecció | Commons (més fotos) | Dades a WD                    |
| ------ | ---------------- | ------------------------------ | ------------ | ------- | ------------------------------------------------------------------- | --------- | ------------------- | ----------------------------- |
|        | Les Tosses       | Poboleda Porrera               | serra        |         | 41° 12′ 56″ N, 0° 50′ 26″ E / 41.21552778°N,0.84041667°E 670.6 msnm |           |                     | Modifica les dades a Wikidata |
|        | Serra Alta       | Falset Porrera                 | serra        |         | 41° 10′ 49″ N, 0° 49′ 09″ E / 41.18039444°N,0.81906944°E 601 msnm   |           |                     | Modifica les dades a Wikidata |
|        | Serra de l'Alari | Porrera Poboleda               | serra        |         | 41° 12′ 44″ N, 0° 51′ 24″ E / 41.21212778°N,0.85675°E 746 msnm      |           |                     | Modifica les dades a Wikidata |
|        | els Tossals      | Porrera Torroja del Priorat    | serra        |         | 41° 12′ 28″ N, 0° 49′ 08″ E / 41.20765833°N,0.81886611°E 516.7 msnm |           |                     | Modifica les dades a Wikidata |
|        | serra del Molló  | Cornudella de Montsant Porrera | serra        |         | 41° 12′ 48″ N, 0° 54′ 01″ E / 41.2134°N,0.900383°E 914.6 msnm       |           | Serra del Molló     | Modifica les dades a Wikidata |

## teuleria
| imatge | Nom                              | Ubicat a | instància de | Detalls                     | coordenades | Protecció                                  | Commons (més fotos) | Dades a WD                    |
| ------ | -------------------------------- | -------- | ------------ | --------------------------- | ----------- | ------------------------------------------ | ------------------- | ----------------------------- |
|        | Forn rajoler de Cal Vall         | Porrera  | teuleria     | Estil: arquitectura popular |             | bé integrant del patrimoni cultural català |                     | Modifica les dades a Wikidata |
|        | Forn rajoler del Mas d'en Compte | Porrera  | teuleria     | Estil: arquitectura popular |             | bé integrant del patrimoni cultural català |                     | Modifica les dades a Wikidata |

## Misc
| imatge | Nom                                       | Ubicat a | instància de                                   | Detalls                       | coordenades                                                                         | Protecció                                            | Commons (més fotos)       | Dades a WD                    |
| ------ | ----------------------------------------- | -------- | ---------------------------------------------- | ----------------------------- | ----------------------------------------------------------------------------------- | ---------------------------------------------------- | ------------------------- | ----------------------------- |
|        | Carrasca Mil·lenària del Mas d'en Gregori | Porrera  | arbre singular                                 | Taxon: alzina (Quercus ilex)  | 41° 12′ 05″ N, 0° 50′ 04″ E / 41.201365°N,0.83436°E                                 |                                                      |                           | Modifica les dades a Wikidata |
|        | Castell de Porrera                        | Porrera  | castell                                        | Estat: enderrocat o destruït  | 41° 11′ 23″ N, 0° 51′ 20″ E / 41.1897°N,0.855556°E ca:Part alta de la vila 338 msnm | bé d'interès cultural bé cultural d'interès nacional |                           | Modifica les dades a Wikidata |
|        | Plaça Catalunya                           | Porrera  | plaça                                          |                               | 41° 11′ 16″ N, 0° 51′ 23″ E / 41.187878°N,0.856438°E                                | bé cultural d'interès local                          | Plaça Catalunya (Porrera) | Modifica les dades a Wikidata |
|        | Porrera                                   | Porrera  | entitat singular de població capital municipal | 417 hab                       | 41° 11′ 20″ N, 0° 51′ 22″ E / 41.18883°N,0.85608°E 317 msnm                         |                                                      |                           | Modifica les dades a Wikidata |
|        | Safareigs de Porrera                      | Porrera  | safareig                                       | Estil: arquitectura eclèctica | 41° 11′ 19″ N, 0° 51′ 30″ E / 41.188522°N,0.858456°E ca:Camí de la Garranxa         | bé cultural d'interès local                          | Safareigs de Porrera      | Modifica les dades a Wikidata |
|        | Sierra Alta                               | Porrera  | vèrtex geodèsic                                | Alt: 1.11m                    | 41° 10′ 49″ N, 0° 49′ 02″ E / 41.180212°N,0.817316°E 600.987 msnm                   |                                                      |                           | Modifica les dades a Wikidata |
|        | casa consistorial de Porrera              | Porrera  | casa consistorial                              |                               | 41° 11′ 20″ N, 0° 51′ 22″ E / 41.188788°N,0.856223°E                                |                                                      |                           | Modifica les dades a Wikidata |
|        | l'Era                                     | Porrera  | cabana                                         |                               | 41° 12′ 05″ N, 0° 53′ 48″ E / 41.201288213633°N,0.896745600955124°E                 |                                                      |                           | Modifica les dades a Wikidata |
|        | la Garranxa                               | Porrera  | nucli de població                              |                               | 41° 12′ 07″ N, 0° 53′ 51″ E / 41.201880147923°N,0.89745945740322°E                  |                                                      |                           | Modifica les dades a Wikidata |